# Pseudosasa disticha
Pseudosasa disticha är en gräsart som först beskrevs av Algernon Bertram Freeman Mitford, och fick sitt nu gällande namn av Takenoshin Nakai. Pseudosasa disticha ingår i släktet splitcanebambusläktet, och familjen gräs. Inga underarter finns listade i Catalogue of Life.